# Mine de Sary Ceku
La mine de Sary Ceku, est une mine à ciel ouvert de cuivre située dans la province de Tachkent en Ouzbékistan.